# Bâtiment de l'administration du district à Niš
Le bâtiment de l'administration du district à Niš (en serbe cyrillique : Зграда Среског начелства у Нишу ; en serbe latin : Zgrada Sreskog načelstva u Nišu) se trouve à Niš, dans la municipalité de Medijana et dans le district de Nišava, en Serbie. Il est inscrit sur la liste des monuments culturels protégés de la république de Serbie (identifiant no SK 1922),,.

## Présentation

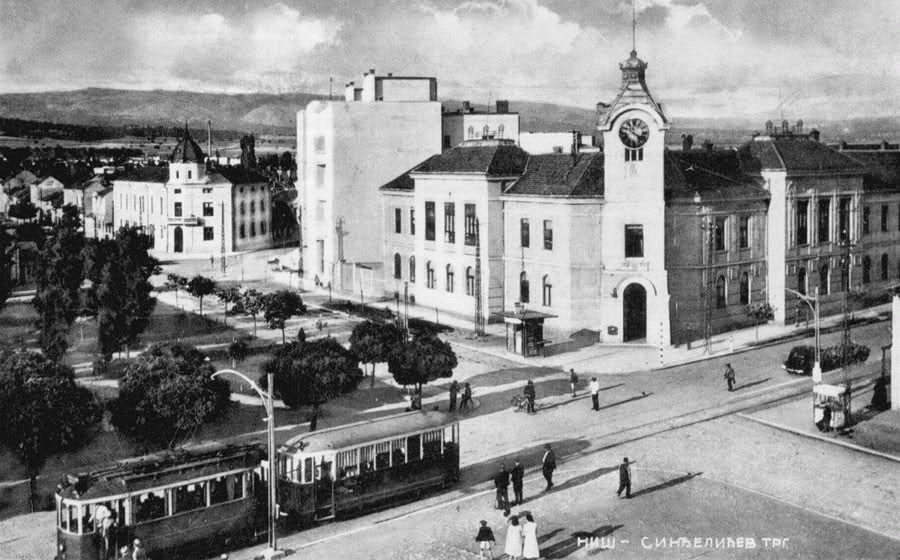
Photographie du bâtiment dans les années 1930.

Le bâtiment, situé 23 rue Vožda Karađorđa, a été construit à la fin de la première décennie du XXe siècle pour abriter les besoins de l'administration du district,. Il a vraisemblablement été conçu par l'architecte belgradois Jovan Novaković (1883-1942),, un des représentants du style serbo-byzantin.
Le bâtiment s'organise de manière symétrique de part et d'autre de la façade d'angle mise en valeur par la présence d'une haute tour horloge, avec des cadrans sur trois côtés ; cette tour a été installée en 1910. À l'origine, les ailes latérales étaient constituées d'un rez-de-chaussée et d'un étage avec des avancées marquées dans lesquelles se trouvaient de grandes salles ; en revanche, la partie sur la rue Vožda Karađorđa a été prolongée en 1937 selon un projet de l'architecte belgradois Drago Vidaček puis, en 1957, un second étage a été construit et les ailes ont été agrandies selon un projet de l'architecte nichois Desimir Dančević,.
La décoration de la façade est dans l'esprit Art nouveau, avec des éléments géométriques, des motifs floraux et des entrelacs,
Le bâtiment abrite aujourd'hui le tribunal de première instance de la ville. Au second étage se trouve la « grande salle » qui mesure 20 × 12 m et couvre une surface de 245 m2 ; elle peut accueillir 300 personnes ; elle sert de salle d'audience pour les grands procès publics mais elle a également servi de salle de cinéma et de théâtre et sert encore à des réunions et à des cours pratiques pour les étudiants en droit ; une toile de 7 × 4 m, peinte par Boža Ilić (1919-1993) et représentant La Bataille du mont Čegar, y a été installée en 1953.